# Rehabilitación psicosocial
La rehabilitación psicosocial o rehabilitación sicosocial es el conjunto de intervenciones y apoyos cuyo objetivo esencial es ayudar a la persona con enfermedad mental grave a recuperar o adquirir las capacidades y habilidades necesarias para el desarrollo de una vida cotidiana en comunidad de la manera más autónoma y digna, así como en el desempeño y manejo de las diferentes funciones sociales y demandas que supone vivir, trabajar y relacionarse.
La rehabilitación psicosocial no es un centro ni una unidad, sino una determinada forma de entender la atención a las personas afectadas de una enfermedad mental e implica tanto un conjunto de procedimientos específicos como una red de recursos orientados a proporcionar una mayor calidad de vida en unas condiciones lo más normalizadas e independientes posibles.
Este modelo de atención y basado en la comunidad, se ha empezado a consolidar desde hace relativamente muy poco tiempo, desde la desinstitucionalización psiquiátrica. Ha supuesto un cambio integral, pasando de un contexto de atención basado en el internamiento a otro que es el de la comunidad y de una atención meramente asistencial y médica a una atención integral donde se tienen en cuenta todos los problemas y necesidades de la persona.